# Carathea parawea
Espèce
Carathea parawea est une espèce d'araignées aranéomorphes de la famille des Malkaridae.

## Distribution
Cette espèce est endémique de Tasmanie.

## Publication originale
- (en) R. J. Moran, « The Sternodidae (Araneae: Araneomorpha), a new family of spiders from eastern Australia », Bulletin of the British Arachnological Society, British Arachnological Society (d), vol. 7, no 3,‎ 1986, p. 87-96 (ISSN 0524-4994, OCLC 01537128, lire en ligne).